# Phylloscopus goodsoni
El mosquitero de Hartert (Phylloscopus goodsoni) es una especie de ave paseriforme de la familia Phylloscopidae endémica de China. Anteriormente se consideraba una subespecie del mosquitero de Blyth.

## Distribución
Se encuentra únicamente en el este de China, incluida la isla de Hainan, donde se desplaza fuera de la época de cría.